# Герцшпрунг, Эйнар
Эйнар Герцшпрунг (дат. Ejnar Hertzsprung; 8 октября 1873, Фредериксберг — 21 октября 1967, Роскилле) — датский астроном.
В 1910 году предложил независимо от Генри Расселла диаграмму, теперь известную под названием диаграмма Герцшпрунга — Рассела. Будучи сотрудником Лейденской обсерватории (Голландия), первым приехал на наблюдения в Лейденскую южную станцию.
В честь астронома назван кратер на обратной стороне Луны.